# Ман (грузинська літера)
Ман (მან, [man]) — дванадцята літера грузинської абетки.
Приголосна літера. Вимовляється як українська [ м ] (МФА /m/). За міжнародним стандартом ISO 9984 транслітерується як m.

## Історія
| Асомтаврулі | Нусхурі | Мхедрулі |
| ----------- | ------- | -------- |
|             |         |          |

## Юнікод
- Ⴋ : U+10AB
- მ : U+10DB